# Colonne sonore de I cieli di Escaflowne
Questa pagina raccoglie tutti i CD contenenti la colonna sonora dell'anime I cieli di Escaflowne, realizzata dai compositori Yōko Kanno e Hajime Mizoguchi.

## Tenkuu No Escaflowne Original Soundtrack
Tracce
1. Yakusoku wa iranai (lett. "Non ho bisogno di promesse") (03:32) Sigla di apertura. Composta da Yôko Kanno. Cantata da Maaya Sakamoto.
2. Flying Dragon (02:37) Composta da Yôko Kanno.
3. Dance Of Curse (04:06) Composta da Yôko Kanno.
4. Murder (04:01) Composta da Yôko Kanno.
5. Escaflowne (02:06) Composta da Yôko Kanno.
6. Angel (02:18) Composta da Yôko Kanno.
7. Cubic (02:09) Composta da Hajime Mizoguchi.
8. Romance (05:43) Composta da Hajime Mizoguchi.
9. Ne Zu Mi (03:24) Composta da Yôko Kanno.
10. Wings (03:34) Composta da Yôko Kanno.
11. Gloria (06:58) Composta da Hajime Mizoguchi.
12. Eyes (02:57) Composta da Hajime Mizoguchi.
13. Poketto Wo Kara Ni Shite (Svuota le tasche) (04:01) Composta da Yôko Kanno. Cantata da Maaya Sakamoto.
14. White Dove (05:36) Composta da Hajime Mizoguchi. Cantata da Aceilux
15. Mystic Eyes (04:16) Sigla di chiusura. Composta e Cantata da Hiroki Wada.
16. Deja Blue (01:16) Composta da Yôko Kanno.

## Tenkuu No Escaflowne Original Soundtrack Volume 2
Tracce
1. The Vision of Escaflowne (04:17) Composta da  Youko Kanno. Eseguita da L'Orchestra Dell'unione Musicisti Di Roma
2. Fanelia (02:14) Composta da  Youko Kanno. Eseguita da L'Orchestra Dell'unione Musicisti Di Roma
3. Ask the Owl (02:05) Composta da  Youko Kanno. Eseguita da L'Orchestra Dell'unione Musicisti Di Roma
4. Charm (01:53) Composta da  Youko Kanno. Eseguita da L'Orchestra Dell'unione Musicisti Di Roma
5. Country Man (01:35) Composta da  Youko Kanno. Eseguita da L'Orchestra Dell'unione Musicisti Di Roma
6. A Mole Man (03:06) Composta da  Youko Kanno. Eseguita da L'Orchestra Dell'unione Musicisti Di Roma
7. Cradle Song (01:28) Composta da  Youko Kanno. Eseguita da L'Orchestra Dell'unione Musicisti Di Roma
8. Machine Soldier (02:29) Composta da  Youko Kanno. Eseguita da L'Orchestra Dell'unione Musicisti Di Roma
9. Shadow of Doubt (04:42) Composta da  Hajime Mizoguchi. Eseguita da L'Orchestra Dell'unione Musicisti Di Roma
10. A Far Cry (05:39) Composta da  Hajime Mizoguchi. Eseguita da L'Orchestra Dell'unione Musicisti Di Roma
11. Market Place (01:34) Composta da  Youko Kanno. Eseguita da L'Orchestra Dell'unione Musicisti Di Roma
12. Medicine Eater (02:53) Testo di Gabriela Robin. Composta da  Youko Kanno. Cantata da Gabriela Robin
13. Godds Drunk (02:31) Composta da  Youko Kanno, Vocal: Gabriela Robin
14. Cat's Delicacy (03:19) Composta da  Youko Kanno. Eseguita da L'Orchestra Dell'unione Musicisti Di Roma
15. Love (05:01) Testo di ACEILUX. Composta da Youko Kanno. Cantata da ACEILUX
16. Hitomi Theme (04:27) Composta da  Hajime Mizoguchi. Eseguita da L'Orchestra Dell'unione Musicisti Di Roma
17. If You (04:42) Testo di ACEILUX. Composta da  Youko Kanno. Cantata da Oe Yamane

## Tenkuu No Escaflowne Original Soundtrack Volume 3
Tracce
Tutte le tracce eseguite dalla Warsaw Philharmonic Orchestra, laddove non indicato diversamente.
1. Short Notice (00:43)
2. Arcadia (05:14) Testo di Gabriela Robin. Composta da  Youko Kanno. Cantata da Gabriela Robin.
3. Epistle (03:24)
4. Farewell (02:50)
5. Blue Eyes (03:14) testo di Yuuho Iwasato. Composta da  Youko Kanno. Cantata da Maaya Sakamoto
6. Perfect World (04:40) testo di ACEILUX. Composta da  Hajime Mizoguchi. Cantata da Masayoshi Furukawa
7. I Recommend Instincts (04:44) Testo di ACEILUX. Composta da  Youko Kanno. Cantata da Julia Wilson
8. Scrappy (01:42)
9. Shrilly (02:11)
10. Revenge (04:08)
11. Illusion (01:37)
12. Blaze (04:22)
13. Fatal (01:11)
14. Into the Light (04:38) testo di Yuuho Iwasato. Composta da  Youko Kanno. Cantata da Maaya Sakamoto
15. Again (03:41)

## Tenkuu No Escaflowne Original Soundtrack Lovers Only
Tracce
1. Yakusoku Wa Iranai (TV Edit) (02:11) Composta da Yôko Kanno. Cantata da Maaya Sakamoto.
2. The Vision Of Escaflowne (Take 2) (04:08) Composta da Yôko Kanno.
3. Memory Of Fanelia (03:09) Composta da Yôko Kanno.
4. Dance Of Curse (04:06) Composta da Yôko Kanno.
5. Zaibach (02:12) Composta da Yôko Kanno.
6. Flying Dragon (02:37) Composta da Yôko Kanno.
7. Cradle Song (01:28) Composta da Yôko Kanno.
8. Tomodachi (lett. "Il mio migliore amico") (03:40) Composta da Yôko Kanno. Cantata da Maaya Sakamoto.
9. Bird Cage (02:40) Composta da Hajime Mizoguchi.
10. Chain (04:04) Composta da Yôko Kanno.
11. Epistle (03:24) Composta da Yôko Kanno.
12. Perfect World (04:39) Composta da Hajime Mizoguchi. Cantata da Aceilux
13. Blaze (Take 2) (03:32) Composta da Yôko Kanno.
14. Hitomi Theme (04:27) Composta da Hajime Mizoguchi.
15. Angel (02:18) Composta da Yôko Kanno.
16. Neko No Kimochi (lett. "I sentimenti di un gatto") (03:48) Composta da Yôko Kanno. Cantata da Ikue Ootani.
17. Arcadia (05:14) Composta da Yôko Kanno.
18. Kaze Ga Fuku Hi (lett. "Il giorno che soffiò il vento") (05:52) Composta da Yôko Kanno. Cantata da Maaya Sakamoto.
19. Mystic Eyes (TV Edit) (01:10) Composta e cantata da Hiroki Wada.
20. The Story Of Escaflowne ~End Title (04:52) Composta da Yôko Kanno.